# Le Bon Apôtre
Pour plus de détails, voir Fiche technique et Distribution.
Le Bon Apôtre (Apostle) est un thriller horrifique britannico-américain écrit, coproduit, réalisé et monté par Gareth Evans, sorti en 2018.
Début 1900, sur une île isolée, un vagabond a pour mission assez risquée de sauver sa sœur qui a été enlevée dans une sinistre secte religieuse.

## Synopsis
En 1905, Thomas Richardson se rend sur une île galloise isolée pour sauver sa sœur, Jennifer, qui a été kidnappée et détenue contre rançon par une mystérieuse secte. Se faisant passer pour un nouveau converti, Thomas rencontre le chef, Malcolm Howe, qui a fondé le culte avec ses hommes de main, Frank et Quinn. Ils prétendent que l'île aride a été rendue fertile par le sacrifice du sang. Lors d'une nuit, Thomas découvre que le fils de Frank, Jeremy, et la fille de Quinn, Ffion, se faufilent chez eux après un rendez-vous galant. Le lendemain matin, alors en plein travail, Thomas force Jeremy à admettre que Jennifer a été kidnappée contre rançon, car la secte n'a pas les ressources nécessaires pour payer les sacrifices d'animaux continus nécessaires au maintien de la fertilité de l'île. Thomas dit à Jeremy qu'il devra être à son service durant sa mission sur l'île et qu'en échange il gardera le silence sur la liaison de ce dernier avec Ffion.
L'un des nouveaux venus tente d'assassiner Malcolm, mais Thomas intervient et est blessé mais cela lui vaut la confiance de ce dernier. La nuit venue, Malcolm fait défiler Jennifer à travers le village, affirmant qu'elle sera tuée si son sauveur ne se manifeste pas. Thomas fuit une vieille femme qui le poursuit et s'échappe vers une grotte de plage couverte de marques, indiquant la présence d'une divinité. Malcolm visite une grange où la vieille femme qui est, en fait, la divinité de l'île, est emprisonnée dans les racines des arbres ; il la réprimande pour être apparue à Thomas avant de la nourrir de son sang, faisant fleurir la végétation qui l'emprisonne. Après avoir poursuivi par Malcolm et ses hommes, Thomas dit à la fille de Malcolm, Andrea, qu'il était autrefois un missionnaire chrétien qui a été persécuté à Pékin pendant la révolte des Boxers pour introduire le christianisme en Chine et perdit sa foi en conséquence. Elle l'emmène dans une cabane dans un champ de blé pour le cacher.
Un matin, Ffion révèle à Jeremy qu'elle est enceinte de leur enfant et le couple décide de s'enfuir. Cependant, après l'avoir découvert à son tour, Quinn assassine Ffion lors d'un avortement forcé. Après s'être absenté un moment, Jeremy revient à l'intérieur de la maison et découvre le macabre spectacle. Il poignarde Quinn et les gardes le capturent. Quinn blâme Jeremy pour le meurtre de Ffion et utilise un rituel de "purification" pour l'assassiner. Cependant, Malcolm arrive et réprimande Quinn, arguant qu'il reste le maître de l'île. Mais Quinn réplique en désignant Malcolm un faux prophète et exige qu'il fasse preuve de loyauté en tuant Thomas. Frank, enragé par la mort de son fils, attaque Quinn, permettant à Thomas de s'échapper.
Frank et Thomas s'enfuient et arrivent à la grange où est détenue la Déesse. Frank entre, avec l'intention de tuer la déesse, mais est tué par un homme masqué, The Grinder, en train de nourrir de force la déesse avec le corps de Jérémy. S'échappant discrètement, il retrouve Jennifer vivante mais pendue dans un sac. Alors qu'il la libère, il est assommé. Il se retrouve attaché à une table de hachage de viande par des crochets enfoncés dans ses mains et ses jambes. Il s'échappe et tue The Grinder.
Quinn révèle à Jennifer et Andrea, maintenant prisonnières, que c'est lui qui a emprisonné la déesse après que lui et Malcolm aient découvert ses pouvoirs. Il prévoit ensuite de les violer à plusieurs reprises et d'utiliser leur progéniture comme sacrifices de sang. La Déesse montre à Thomas son histoire avec le culte et le supplie de la libérer ; il exauce son vœu en l'immolant par le feu. Le village commence également à prendre feu et les villageois fuient vers les bateaux. Thomas s'engage dans un féroce combat contre Quinn pendant Andrea et Jennifer se libèrent de leurs chaînes. Mais alors que Quinn poignarde Thomas à plusieurs reprises, les deux femmes font alliance pour étrangler Quinn pendant que Thomas l'éventre avec un couteau. Peu après, il escorte Jennifer et Andrea jusqu'aux bateaux avant de s'effondrer, faisant ses adieux à Jennifer et Andrea alors qu'elles s'échappent. Sa foi maintenant retrouvée, Thomas est rejoint par un Malcolm blessé. Au fur et à mesure que Thomas saigne sur le sol, la végétation qui l'entoure grandit et s'infiltre dans son corps. Ses yeux prennent alors la même forme et la même couleur que ceux de la déesse, signifiant sa renaissance en tant que nouveau gardien de l'île.

## Fiche technique
Sauf indication contraire, les informations mentionnées dans cette section peuvent être confirmées par la base de données cinématographiques IMDb,  présente dans la section « Liens externes ».
- Titre original : Apostle
- Titre français : Le Bon Apôtre
- Réalisation : Gareth Evans
- Scénario : Gareth Evans
- Direction artistique : Tom Pearce
- Décors : Carwyn Evans, Dave Tremlett et Ceinwen Wilkinson
- Costumes : Jane Spicer
- Photographie : Matt Flannery
- Musique : Aria Prayogi et Fajar Yusekemal
- Montage : Gareth Evans
- Production : Gareth Evans, Ed Talfan et Aram Tertzakian
- Sociétés de production : One More One Productions, Severn Screen et XYZ Films
- Société de distribution : Netflix
- Pays d’origine :  États-Unis /  Royaume-Uni
- Langue originale : anglais
- Format : couleur
- Genre : thriller horrifique, folk horror[1]
- Durée : 129 minutes
- Dates de sortie :
  - États-Unis : 21 septembre 2018 (Austin Fantastic Fest)
  - Mondial : 12 octobre 2018 (Netflix)

## Distribution
- Dan Stevens (VFB : Philippe Allard) : Thomas Richardson
- Michael Sheen (VF : William Coryn) : Malcolm Howe
- Lucy Boynton (VFB : Sophie Frison) : Andrea Howe, la fille de Malcolm
- Mark Lewis Jones (VFB : Lionel Bourguet) : Quinn
- Bill Milner (VFB : Thibaut Delmotte) : Jeremy, le fils de Frank et petit-ami de Ffion
- Kristine Froseth (VFB : Helena Coppejans) : Ffion, la fille de Quinn et petite-amie de Jeremy
- Paul Higgins (VFB : Simon Duprez) : Frank
- Elen Rhys (VFB : Delphine Moriau) : Jennifer Richardson, la sœur de Thomas
- Sharon Morgan : Elle, la divinité de la secte

## Production

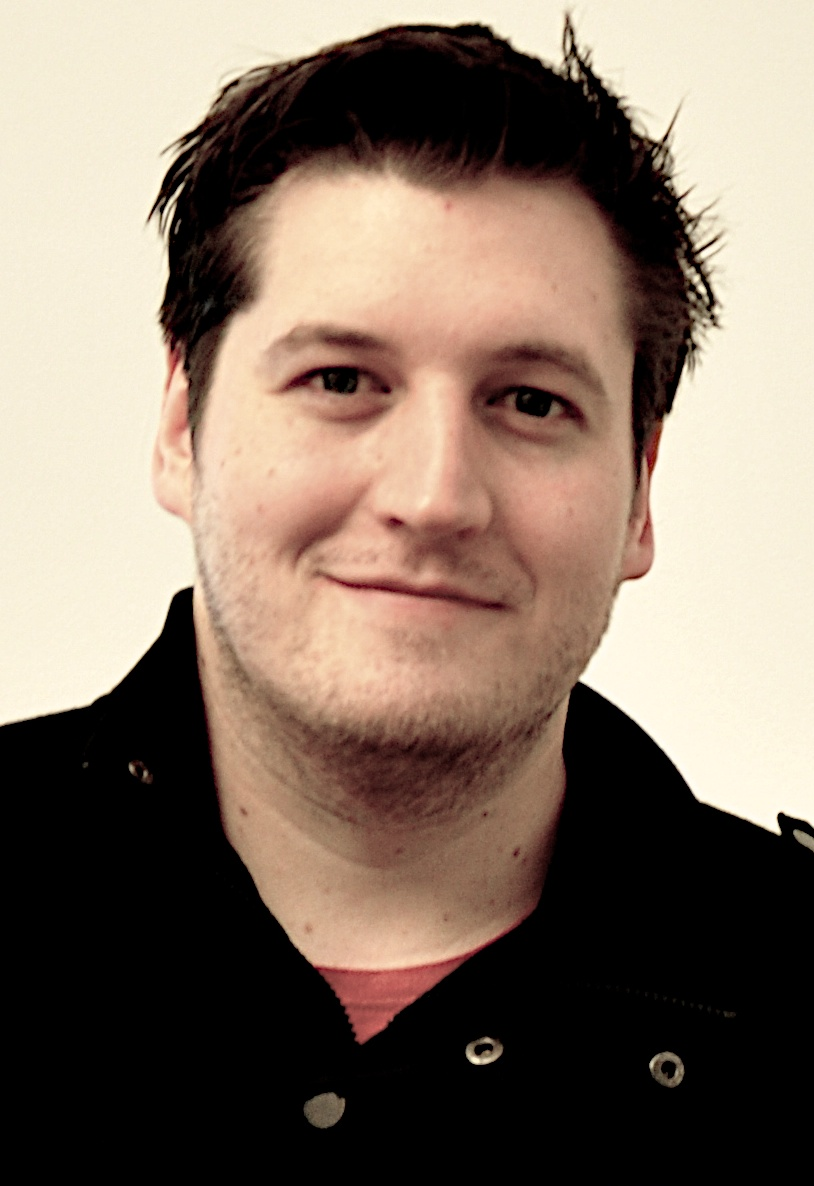
Gareth Evans, 2012.

Le 2 novembre 2016, il est annoncé que Gareth Evans travaille sur un nouveau projet en tant que scénariste et réalisateur. Dan Stevens est engagé à interpréter le rôle principal. En mars 2017, le film a été acheté par Netflix. Quelques jours après, il est annoncé que Michael Sheen, Lucy Boynton, Bill Milner et Kristine Froseth joignent au projet.
Le tournage débute en avril 2017, principalement à Margam Country Park dans le Neath Port Talbot au Pays de Galles.

## Accueil
Le Bon Apôtre est sélectionné et projeté en septembre 2018 au Austin Fantastic Fest. Il est diffusé sur Netflix, le 12 octobre 2018.